# Закон Помпиду — Жискара
Закон № 73-7 (фр. Loi n°73-7) — французский ординарный закон, регулировавший деятельность Банка Франции с 1973 по 1993. Закон был разработан как общая инициатива управляющего Банком Франции Оливье Вормсера и министра финансов Франции Валери Жискара. В дальнейшем закон стал центральной темой дебатов, касающихся госдолга Франции и денежной эмиссии.

## История принятия Закона

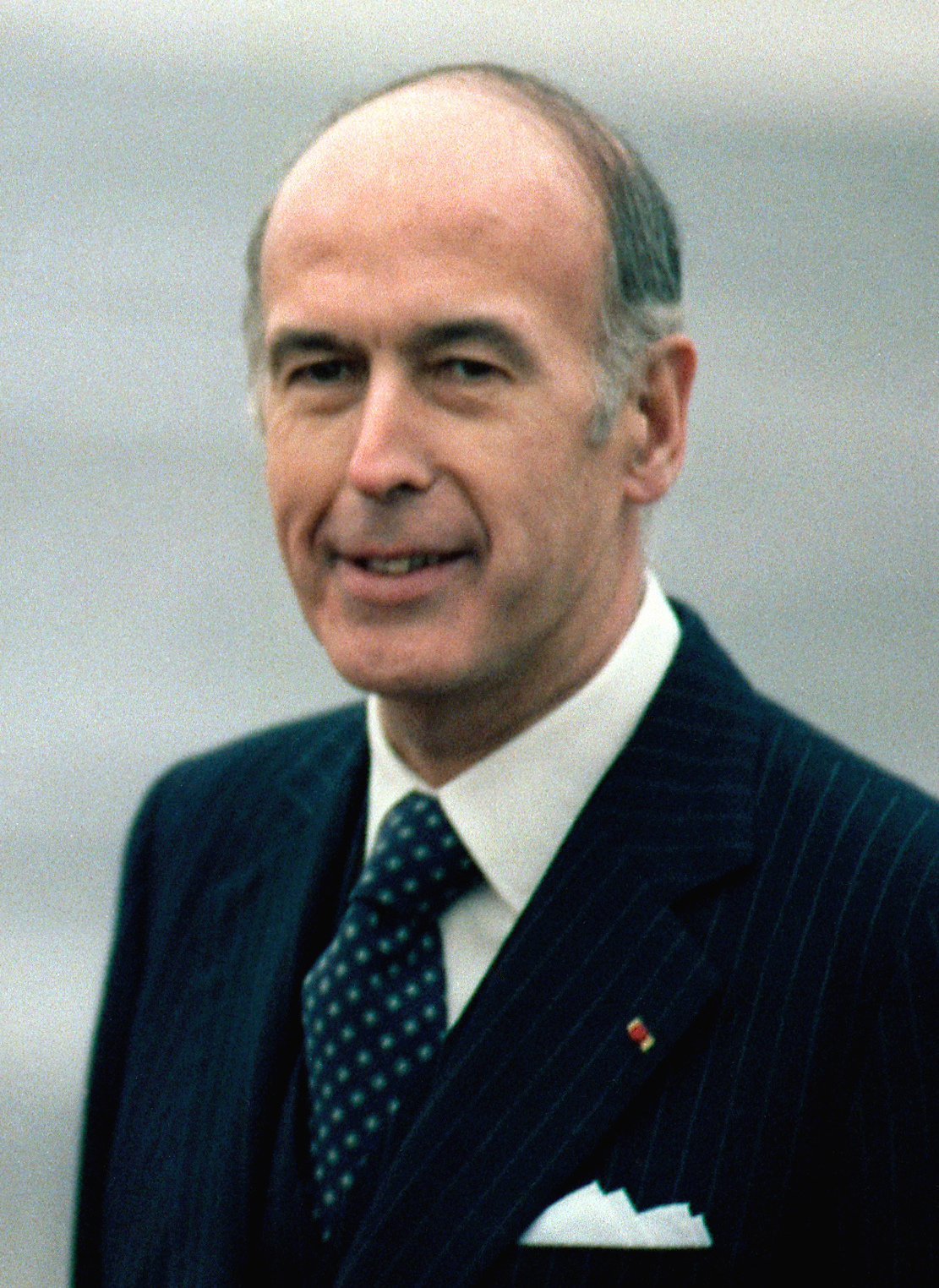
Валери Жискар в 1978

Хотя Закон о национализации от 2 декабря 1945 предусматривал принятие до 28 февраля 1946 новых нормативных документов, регулирующих принципы работы Банка Франции, этого не случилось: не считая создания налоговой системы Законом от 24 мая 1951, сами правила в шестидесятых оставались в состоянии реформ, проведённых правительством «Народного Фронта» перед войной.
Вдобавок, проведённая в 1966—1967 серия реформ Дебре-Абере изменила статус коммерческих банков, не затронув статус Банка Франции.
Когда Оливье Вормсер стал управляющим Банка Франции в апреле 1969, он решил провести радикальные реформы. Реструктуризация Банка (закрытие филиалов в малых городах) в 1970 сильно «встряхнула» сотрудников; это привело к ещё большему беспорядку в финансовой системе: активность Банка снизилась в связи с уменьшением его важности с приходом использования безналичных денег, что отодвинуло выпуск банкнот на вторые роли. На международном уровне это произошло с приходом Бреттон-Вудской системы, усложнившей денежный рынок. Вмешательство в него на пару с рефинансированием коммерческих банков привело к изменениям: банковский дисконт потерял свою центральную роль, а операции на открытом рынке начали приобретать всё большее значение.
Наряду с этими институциональными изменениями Оливье Вормсер провёл и структурные реформы с целью добиться большей автономии для Банка Франции. Он инициировал принятие новых регулирующих нормативных документов: Банк должен был подготовить проект устава и определить, как взаимодействовать с правительством. Однако Валери Жискар остался глух к стремлениям Банка к большей независимости и приготовил устав, который лишь усилил контроль за ним. 3 января 1973 законопроект стал Законом в результате достигнутого Жискаром и Вормсером компромисса. Государственный золотой заём «Жискар», выпущённый 18 января 1973, служит подтверждением этой позиции.

## Содержание Закона
По мнению некоторых, Закон 1973 является скорее редизайном банковского устава нежели реальной реформой, который в основном упрощает его и делающие технические корректировки.

В частности, статья 25, что заявляет: 
Le Trésor public ne peut être présentateur de ses propres effets à l’escompte de la Banque de France
 — переформулировка статьи 122 старого устава Банка от 1936, что заявляет: 
Tous les effets de la dette flottante émis par le Trésor public et venant à échéance dans un délai de trois mois au maximum, sont admis sans limitation au réescompte, sauf au profit du Trésor public.
В своей диссертации доктор Эрик Моне показал, что до 1973 казна, вдобавок к прямым предоплатам, использовала дискаунтинг обеспеченных обязательств и займов для создания Caisse des Dépôts, чтобы профинасировать дефицит через займы у Банка Франции.

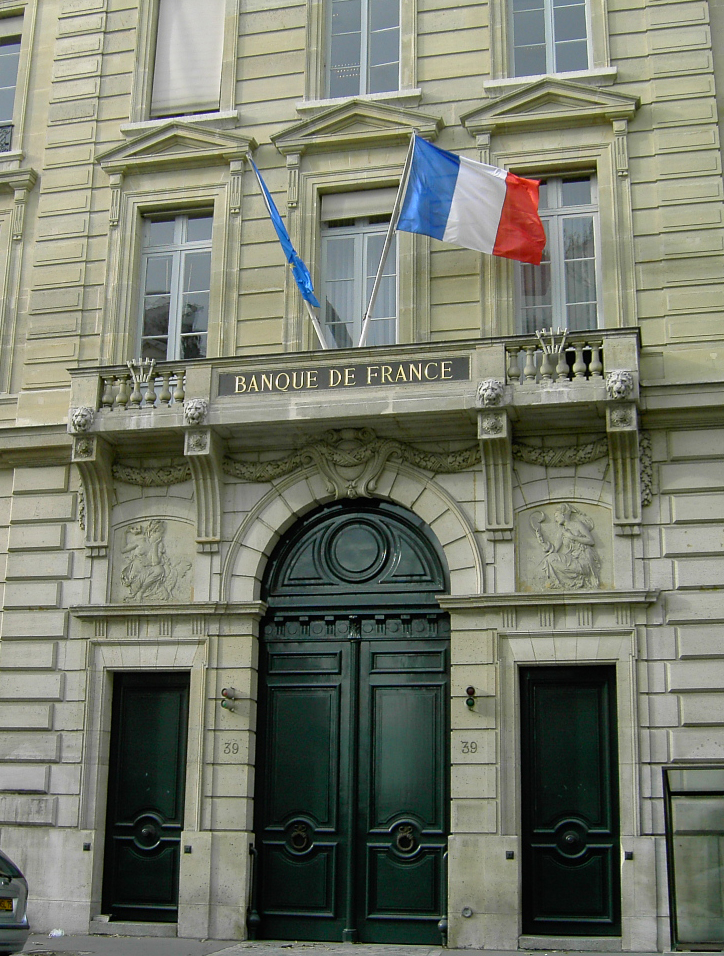
Фасад главного офиса Банка Франции

Первоначальная задача восстановления устава, регулирующего отношения между Банком Франции и гос-вом, является целью первых четырёх статей Закона. Достигнутый компромисс не является радикальной реформой: статья 1 Закона напоминает:
la Banque de France agit dans le cadre de la politique économique et financière de la nation.

А статья 4 говорит: 
la politique monétaire arrêtée par le Gouvernement.
Многие политические комментаторы, например Дов Зера, считают, что Закон не принёc ничего нового и лишь напоминает о подчинённости Банка Франции государству.
Критически относящиеся к Закону люди вроде левого политика Мишеля Рокара или правого Бернара Мари критикуют возм-ть прекращения нормального функционирования института.
Парламентарии вели дискуссии об используемой терминологии Закона. Должен ли, например, Банк получить статус национальной компании, как предлагалось Комиссией по финансам. Учитывая уникальность Банка и его приближённость к сосредоточению публичной власти, предложения были отклонены. Статья 1-я Закона описывает его как институт. Также обсуждался юридический порядок разрешения споров, касающихся Банка Франции; было решено, что несмотря на корпоративную структуру все дела и споры, даже гражданские или между Банком и его работниками, будут рассматриваться исключительно судами административной юрисдикции (статья 30).
Статьи 2-5 Закона разъяснили функции Банка. Были добавлены: функция контроля оборота безналичных денег (статья 2), контроля за обменом валют (статья 3), а также аналитические функции (статья 5).

## Дебаты о Законе

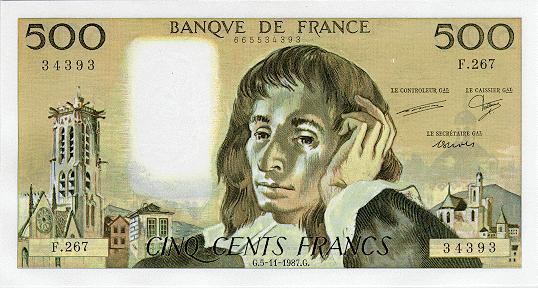
Банкнота в 500 франков

Критика Закона в основном является частью более общей дискуссии по тематике денежной эмиссии. К 2014 Франция имела государственный долг свыше 2 триллионов евро. За 40 лет Франция уже выплатила кредиторам более 1,4 триллионов евро процентов. На 65 % кредиторы являются крупными иностранными частными банками и участниками финансового рынка.
До 1972 Банк Франции мог занять государству 10,5 миллиардов без процентов и дополнительно 10 миллиардов под низкий процент. Вдобавок, государство могло занимать на частном рынке. Именно это произошло в 1973. Определённые Законом 20,5 миллиардов превысили сумму, занятую Банком Франции государству за прошедшие годы.

Публицисты, экономисты и политики верят, что Закон заставляет государство занимать у частных рынков капитала согласно статье 25: 
le Trésor public ne peut être présentateur de ses propres effets à l'escompte de la Banque de France.
 В реальности же это было не так вплоть до 1993, когда был подписан Маастрихтский договор и когда формально был оформлен таковой принцип в статье 104 параграфе 1, также переписанный и в статье 123 Римского договора.

Фактически же статья 19 Закона разрешает Франции заимствовать у Банка Франции, но запрещает выдвигать подобную инициативу Парламенту: 
Les conditions dans lesquelles l'État peut obtenir de la Banque des avances et des prêts sont fixées par des conventions passées entre le ministre de l'Économie et des Finances et le gouverneur, autorisé par délibération du conseil général. Ces conventions doivent être approuvées par le Parlement.
Критики считают, что таким образом политический класс становится зависимым от кредиторов государства. Кредиторы диктуют государству экономическую политику при помощи рейтинговых агентств. Даже при том государство и Европейский центральный банк кредитуют частные банки (через пакеты финансовой помощи) по более низким ценам, чем эти частные банки кредитуют государство.
Одним из критиков Закона является французский политсоциолог и преподаватель экономики Этьен Шуар, написавшего предисловие к опубликованной в 2008 книге La dette publique, une affaire rentable писателя-антиглобалиста Андрэ-Жака Холбека. Интерактивный документальный фильм «Деньги как долг» также критикует практику заёма государствами денег с последующей выплатой процентов, когда страны могут сами производить деньги. Как пример Шуар приводит аналогичный американский аналог — «Закон о Федеральном резерве».
Габриэль Галан и Ален Гранжан, члены антиглобалистской организации «Chômage et Monnaie», созданной в 1992, также раскритиковали закон в своей книге. Того же мнения придерживается и французский антиглобалист Пьер Хальфа.

Несколько политических партий высказали свою критику Закона в своих программах в преддверии выборов. Независимый кандидат Николя Дюпон-Эньян написал в своей книге «L’Arnaque du siècle»: 
Comment pouvons-nous accepter d'avoir transféré la création monétaire au secteur privé, c'est-à-dire aux banques privées ? […] Est-il normal, pour construire une autoroute, pour financer le haut débit, d'emprunter à 3 % à des banques ou par des obligations alors que la banque centrale publique prête à 1 % ? […] Alors même que l'on pourrait, comme la France l'a fait jusqu'en 73 […] financer à un taux abordable nos équipements publics ?
.

По мнению Марин Ле Пен из-за этого Закона рынки капитала и банки имеют монополию на кредитование государства: 
depuis une loi de 1973, confirmée par les Traités européens, les marchés et les banques ont le monopole du financement de l'État. Notre dépendance de plus en plus forte vis-à-vis des marchés vient précisément de là »15. Le programme de Jean-Luc Mélenchon la dénonce également, refusant que l'on attribue faussement la dette « aux politiques de redistribution.
.
Также политику критикуют Жан-Люк Меланшон. Мишель Рокар считает, что этот Закон мешает кредитованию Франции Банком Франции без процентов и заставляет искать деньги у кредиторов-частников под 4-5 %.
Критики Закона вроде Эммануэля Тодда даже считают долги недействительными и не подлежащими выплате.
Вслед за волной споров в Интернете о Законе такие газеты, как Libération и Le Monde опубликовали мнения экспертов, опровергающими критику. Пьер-Сириль Откёр и Микло Вари считают, что критика сводится к области теорий заговоров и городских легенд.
Жан-Франсуа Копе считает, что Закон был вынужденно принят для того, чтобы избежать инфляции в процессе денежной эмиссии. Однако инфляция удвоилась с около 6 % в 1972 до 13 % в 1974. Инфляция оставалась на уровне 8 % до 1984. Таким образом Закон не сумел её побороть.
Вдобавок, правительственный долг с высокими процентами существовал и до 1973 (займы Пине 3,5 % и т. д.). Ответы на критику встретили смешанную реакцию публики, их часто обвиняли в стремлении преуменьшить влияние и значимость Закона.
Вдобавок, критики закона указывают, что частные банки, занимающие государству, также создают деньги. Жак Сапир считает, что целью Закона было не обуздание инфляции, а разработка межбанковского рынка. Также, по его мнению, Банк Франции сможет обслуживать государственный долг если Франция выйдет из еврозоны. То же самое было бы возможным если бы удалили статью 104 Маастрихтского договора.

## Комментарий
1. ↑  Андре де Лобадер оценил размах: до Закона деятельность Банка регулировалась 192 статьям 35 различных законов, 6 распоряжений, 16 конвенций, 6 декрет-законов и 40 декретов, см. de Laubadère, 1973, p. 80